# هاسمیک سیمونیان (شاعر)
هاسمیک گاگیکی سیمونیان (ارمنی: Հասմիկ Գագիկի Սիմոնյան؛ انگلیسی: Hasmik Simonyan زادهٔ ۷ مارس ۱۹۸۷)، شاعر و نویسنده اهل ارمنستان است.

## زندگی‌نامه
وی در ۷ مارس ۱۹۸۷ در ایروان به دنیا آمد و از دانشگاه دولتی علوم پرورشی خاچاطور آبوویان ارمنستان فارغ‌التحصیل گشت. وی از ۲۰۰۷ عضو اتحادیه نویسندگان ارمنستان می‌باشد. وی برنده جوایزی همچون جایزه جوانان رئیس‌جمهور ارمنستان شد.